# Kalinin K-7
El Kalinin K-7 (en ruso Калинин К-7) fue un bombardero superpesado con 11 tripulantes que supuso uno de los diseños más notables de uno de los principales diseñadores soviéticos de la primera generación, Konstantin Alexeivich Kalinin, quien fue ejecutado por el gobierno socialista cinco años más tarde. Realizó su primer vuelo el de agosto de 1933.
En su versión civil transportaría 120 personas.  Según la prensa de la época, podría haber sido el mayor avión del mundo.

## Historia y diseño
Estaba propulsado en su primera configuración por seis motores Mikulin AM-34 F de 750 CV y provisto de una inmensa ala elíptica de la que se proyectaba la barquilla de la tripulación, con la cabina de piloto y navegante, la del artillero de proa y un bombardero en la sección inferior. La doble deriva estaba sustentada sobre dos largueros, en cuyo extremo trasero había otros dos artilleros. Dos góndolas suspendidas de las alas contenían el tren de aterrizaje de varias ruedas, dos bodegas de armas y otras dos cabinas de artilleros. El armamento estaba compuesto por seis ametralladoras ShKAS de 7,62 mm y hasta 9000 kg de bombas.
En la versión para uso civil de pasajeros, los asientos se disponían en habitáculos de 2,30 m ancho en cada una de las alas. El fuselaje, era una estructura soldada con autógena de acero al cromo-molibdeno. En el diseño original, estaba previsto que se utilizaran seis motores en las alas, pero cuando el peso del proyecto resultó excesivo, se tuvo que añadir un séptimo motor con hélice impulsora en la parte central trasera del ala.
El K-7, realizó su vuelo inaugural el día 11 de agosto de 1933. Posteriormente, el 21 de noviembre del mismo año la aeronave se estrelló en el aeropuerto de Járkov debido a un fallo estructural en una de las dos derivas, con el resultado de la muerte de las 13 o 14 personas que se encontraban a bordo del aparato y de otra persona más que se encontraba en tierra. Aunque fueron pedidos otros dos prototipos más en 1933, el proyecto fue cancelado en 1935 antes de que pudieran estar terminados.

## Especificaciones (K-7)

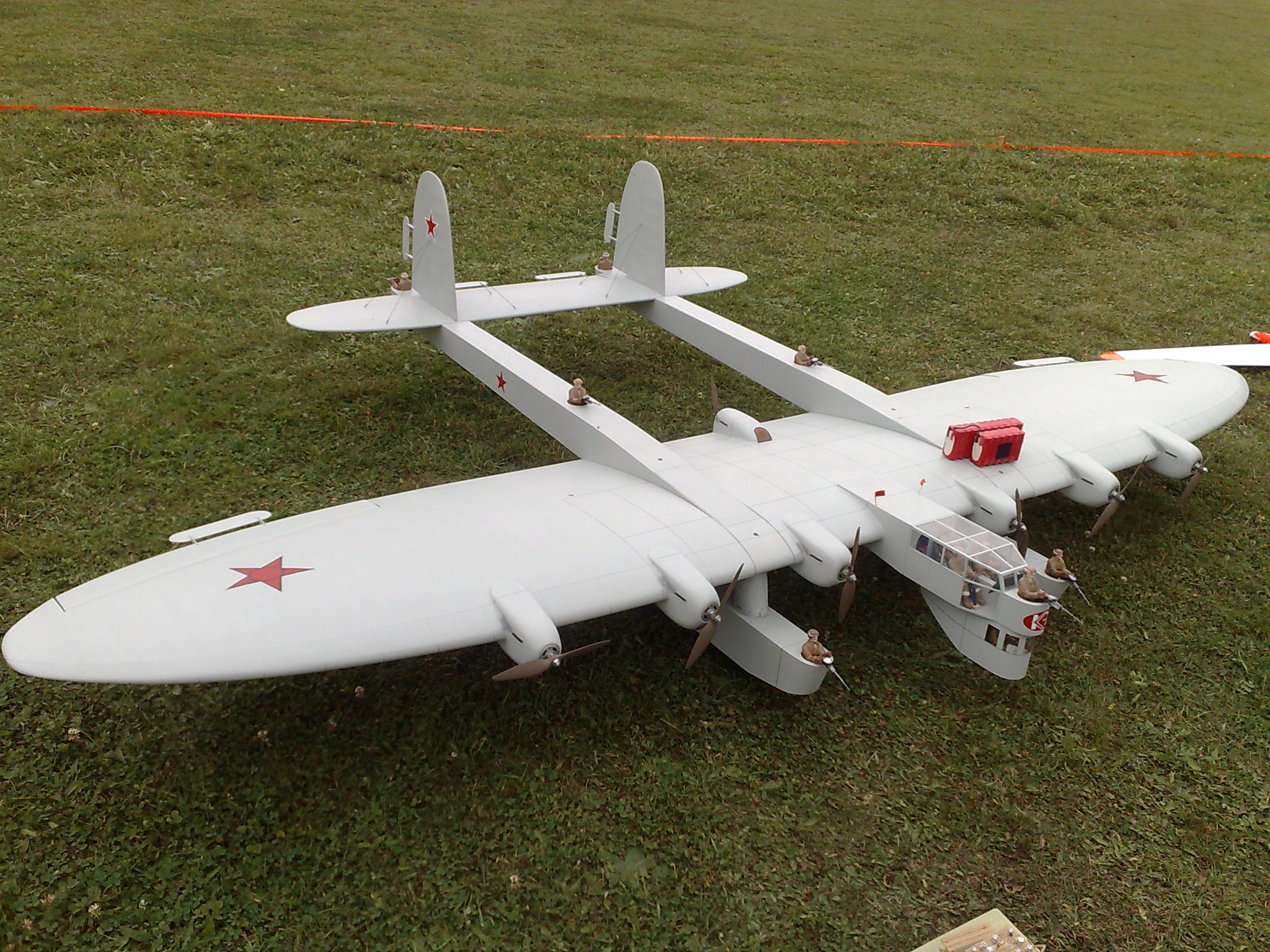
Maqueta del K-7

Referencia datos: Shavrov 1985

### Características generales
- Capacidad: 120 pasajeros en la configuración civil
- Longitud: 28 m (91 pies y 10 pulgadas)
- Envergadura: 53 m (173 pies y 11 pulgadas)
- Superficie alar: 454 m² (4886,8 pies²)
- Peso vacío: 24 400 kg (53 793 libras)
- Peso cargado: 38 000 kg (83 776 libras)
- Planta motriz: 7× Motor V-12 Mikulin AM-34F.
  - Potencia: 750 CV 560 kW cada uno.

### Rendimiento
- Velocidad máxima operativa (Vno): 225 km/h 121 nudos, 140 mph
- Techo de vuelo: 4000 m 13 123 ft
- Carga alar: 84 kg/m² 17 lb/pie²
- Potencia/peso: 103 W/kg 0,06 Cv/lb